# Egadiska öarna

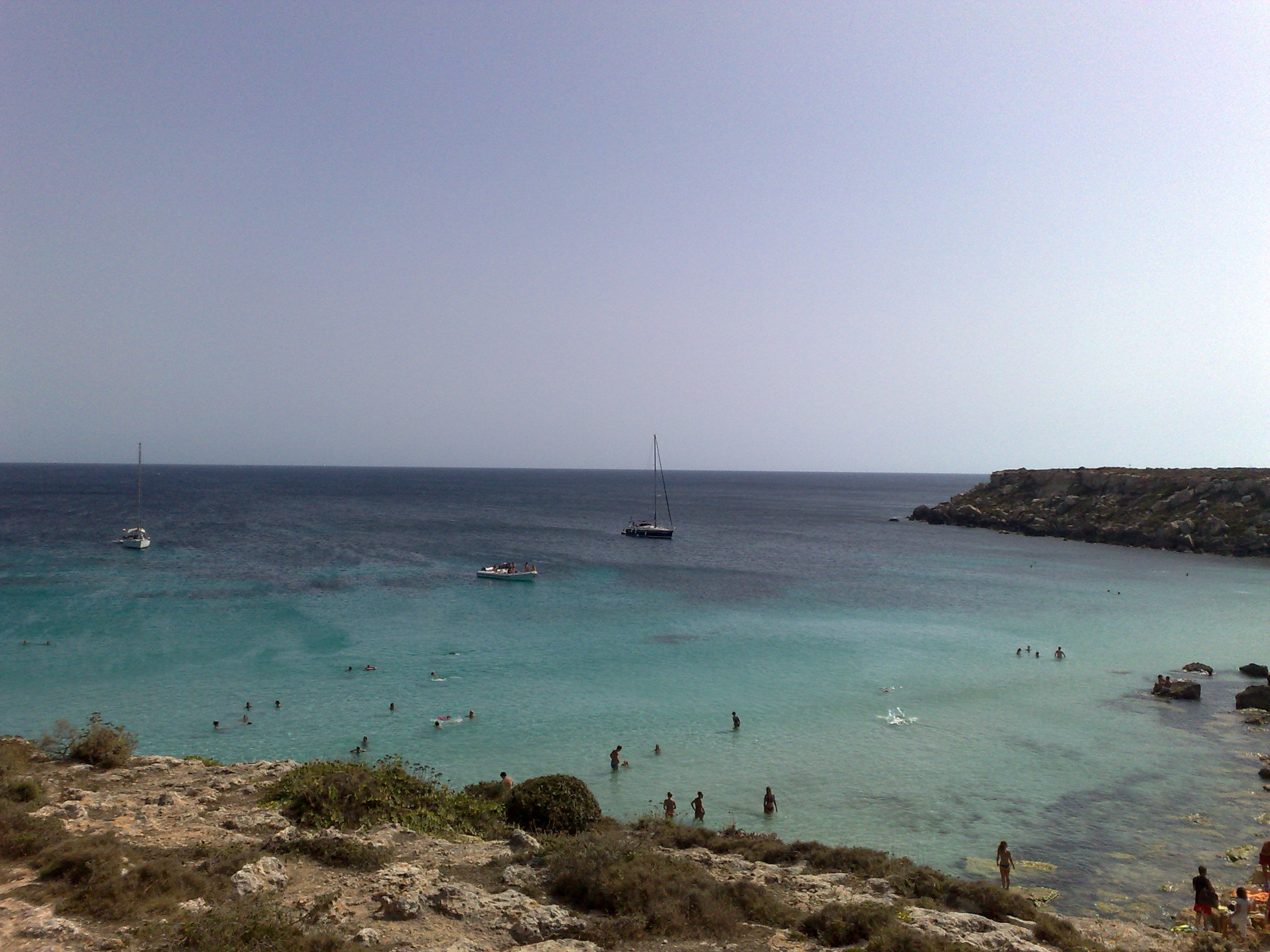
Strand på Favignana.

Egadiska öarna, Egatiska öarna (italienska: Isole Egadi) är en italiensk ögrupp i kommunen Favignana vid Siciliens västspets. Ögruppen har en total yta på 37,45 km² och 4 337 invånare (2018).
Ögruppen består av ett antal mindre bergiga öar, varav de viktigaste är Favignana, Levanzo och Marettimo. Fiske är den traditionella huvudnäringen på öarna.
Den romerska flottan besegrade karthagerna vid de Egadiska öarna år 241 f.Kr., vilket markerade slutet på det första puniska kriget.